# Sportschifferschein
Sportschifferscheine sind in Deutschland die amtlichen Führerscheine zum Führen eines Sportbootes. Die Scheine sind für die private Nutzung von Sportbooten freiwillig, für die gewerbliche Nutzung aber vorgeschrieben. Sie bauen auf dem Sportbootführerschein See auf, der in Deutschland zum Führen eines Sportbootes ab einer Motorisierung von 15 PS im Geltungsbereich der Seeschifffahrtsstraßen-Ordnung vorgeschrieben ist. Die Führerscheine sind zum Führen gewerblich genutzter Sportboote im vorgesehenen Fahrtbereich erforderlich (§ 15 SeeSpbootV).

## Fahrtbereiche
Die Sportschifferscheine bescheinigen dem Inhaber weiterführende Kenntnisse und Fähigkeiten in den Bereichen Seemannschaft, Wetter, Seerecht und Navigation. Den Schein gibt es nach § 1 Sportseeschifferscheinverordnung für drei Fahrtbereiche:
- Sportküstenschifferschein, gültig bis 12 Meilen seewärts der Küste,
- Sportseeschifferschein, gültig bis 30 Meilen seewärts der Küste sowie für die gesamte Nordsee, Ostsee und das Mittelmeer,
- Sporthochseeschifferschein, gültig für die weltweite Fahrt.

Die Scheine werden im Auftrag des Bundesministeriums für Verkehr, Bau und Stadtentwicklung vom Deutschen Segler-Verband oder Deutscher Motoryachtverband ausgegeben (§ 2 Sportseeschifferscheinverordnung).

## Internationales Zertifikat
Alle Sportschifferscheine beinhalten das Internationale Zertifikat gemäß der Resolution Nr. 40 der Wirtschaftskommission der Vereinten Nationen International Certificate of Competence. Führer von Sportbooten können mit Hilfe dieses Nachweises ihre Qualifikation im Ausland belegen. Die Führerscheine wurden hierzu um eine dritte Innenseite erweitert.

## Weiterführende Befähigungszertifikate für Sportbootführer
- SBF Binnen – Sportbootführerschein Binnen
- SBF See – Sportbootführerschein See
- SKS See – Sportküstenschifferschein
- SSS See – Sportseeschifferschein
- SHS See – Sporthochseeschifferschein
- UBI – UKW-Sprechfunkzeugnis für den Binnenschifffahrtsfunk
- SRC – Beschränkt gültiges Funkbetriebszeugnis
- LRC – Allgemeines Funkbetriebszeugnis
- FKN – Fachkundenachweis für Seenotsignalmittel
- TSS – Traditionsschifferschein
- BSP – Bodenseeschifferpatent
- Sportschifferzeugnis E
- Sportpatent
- Radarpatent

## Gegenstücke in anderen Ländern
- Schweiz: Schiffsführerausweis
- Österreich: Befähigungsausweis
- Großbritannien: Yachtmaster